# Dusona gastroides
Dusona gastroides là một loài tò vò trong họ Ichneumonidae.